# Montserrat
Montserrat este o insulă din Marea Caraibelor, din lanțul de insule Antilele Mici, un teritoriu britanic de peste mări. Are aproximativ 16 km lungime și 11 km lățime și 40 km de coastă. Numele i-a fost dat de Cristofor Columb în cea de a doua expediție spre America efectuată în anul 1493. 

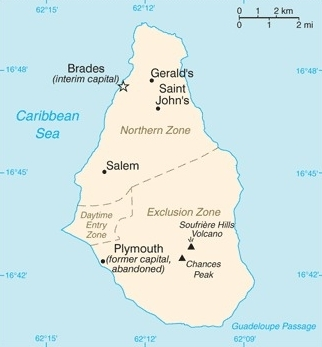
Harta insulei Monserat

Capitala Plymouth a fost distrusă în urma erupției unui vulcan de pe insulă în 1995, erupție care încă continuă dar cu o intensitate mult mai mică.